# Graeme Edge
Pour les articles homonymes, voir Edge.
Graeme Charles Edge, né le 30 mars 1941 à Rochester (Angleterre) et mort le 11 novembre 2021 à Sarasota (Floride), est un batteur britannique.
Il est surtout connu comme batteur des Moody Blues, dont il a été le dernier membre original. En solo, il a sorti deux albums avec le Graeme Edge Band dans les années 1970 : Kick Off Your Muddy Boots (1975) et Paradise Ballroom (1977).

## Biographie

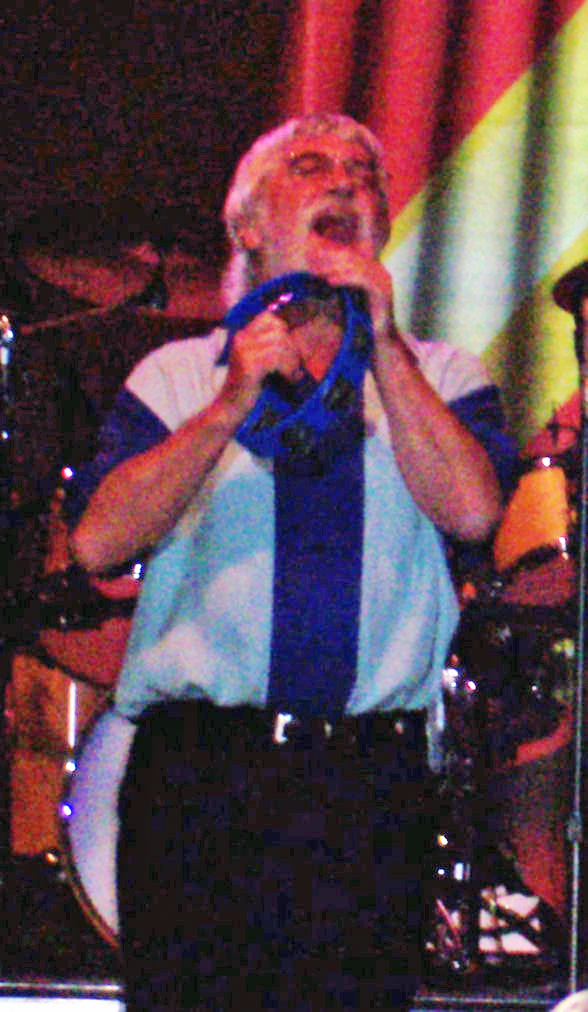
Graeme Edge en 2007.